# Ankara-Express
L'Ankara Express est un train nommé circulant entre Ankara et Istanbul en Turquie. Il fonctionne une fois par jour et  part d'Ankara et d'Istanbul en même temps. Il se compose uniquement de wagons Pullman, de voitures-lits et de  voitures-restaurant. La durée du trajet est d'environ 9 heures.

## Historique
Il a été fermé après le démarrage des services de train à grande vitesse Ankara-Istanbul en 2014. Cependant, les trajets ont repris après 2019. Le transport en train à grande vitesse prend 4,5 heures .

## Expéditions
| Istanbul-Ankara | Istanbul-Ankara |
| Gare            | 12002           |
| Gare            | Heure de départ |
| --------------- | --------------- |
| Istanbul        | 22h05           |
| Ankara          | 06:54           |
| Temps de voyage | 8 h 49 min      |
| Ankara-Istanbul |                 |
| Gare            | 22001           |
| Gare            | Heure de départ |
| Ankara          | 22h00           |
| Istanbul        | 06:19           |
| Temps de voyage | 8 h 19 min      |